# GBU-39

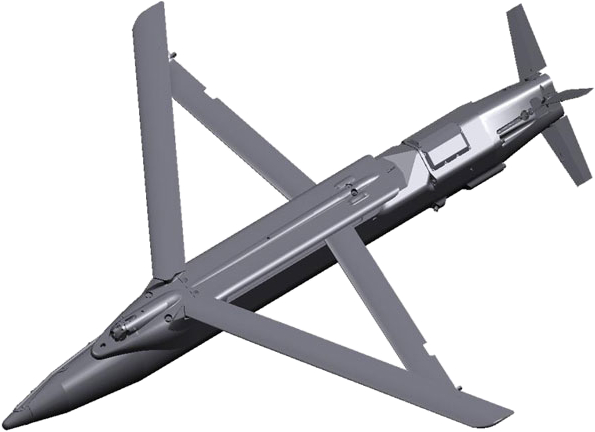
GBU-39

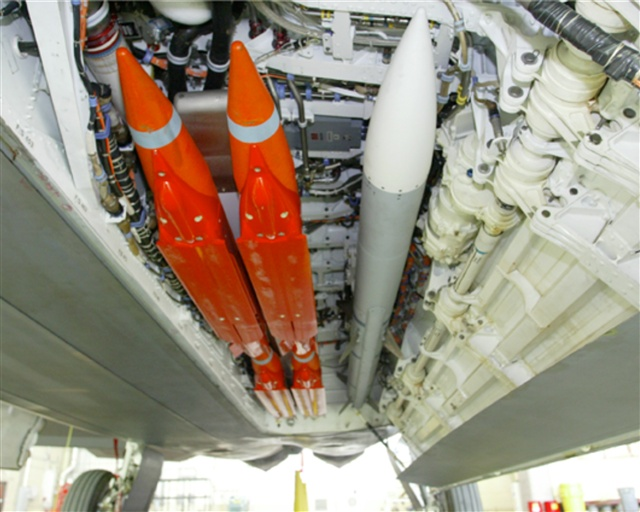
F-22 내부무장창에 GBU-39 8발 장착가능

GBU-39 Small Diameter Bomb(SDB)는 미국의 250 파운드 (110 kg) 정밀 유도 활강 폭탄이다. 비행기의 정밀유도폭탄(스마트 폭탄)의 탑재능력을 업그레이드하기 위해 개발했다. 대부분의 미공군 비행기들은 2,000 파운드 (907 kg) 폭탄 한 발 대신 GBU-39 4발을 장착할 수 있다.

## 버전
GBU-39 SDB사거리 150 km, CEP 1 m, GPS 유도
GBU-53 SDB2사거리 72 km, CEP 1 m, GPS, 적외선, 레이저 유도. 이동중인 목표물을 공격

## 스텔스 전투기
F-22, F-35 내부무장창에는 좌우에 각각 4발씩 8발을 장착할 수 있다. AIM-120 암람 중거리 공대공 미사일의 절반 길이이다.
- AIM-120 암람, 길이 3.65 m, 직경 178 mm
- GBU-39, 길이 1.8 m, 직경 190 mm

## 같이 보기
- 스파이스 폭탄
- 한국형 GPS 유도폭탄